# Ron Flowers
Ron Flowers   (Doncaster, 28 de juliol de 1934 - 12 de novembre de 2021), Ronald Flowers, fou un futbolista anglès de la dècada de 1960.
Fou 49 cops internacional amb la selecció de futbol d'Anglaterra amb la qual participà a la Copa del Món de Futbol de 1962 i a la Copa del Món de Futbol de 1966.
Pel que fa a clubs, defensà els colors de Wolverhampton Wanderers FC.